# Le Géant égoïste (conte)
Le Géant égoïste (The Selfish Giant) est un conte d'Oscar Wilde, paru en mai 1888 dans le recueil Le Prince heureux et autres contes et traduit en français par Marcel Schwob en 1891. Il s'agit sûrement d'un des contes les plus populaires de Wilde. Il s'adresse en particulier aux enfants. Il paraît dans le livre Le Prince Heureux, Le géant égoïste et autres contes.
Dans un village de Grande-Bretagne, des enfants jouent chaque après-midi dans le fabuleux jardin du Géant, celui-ci étant absent depuis sept ans. Lorsqu'enfin le Géant revient de son long séjour passé chez son ami, il aperçoit les enfants jouant sur sa pelouse et les chasse, refusant d'avoir à partager ce qui lui appartient, avant de finalement bâtir un mur et d'y suspendre une pancarte spécifiant : Défense d'entrer sous peine de poursuite. 
Quand le Printemps arrive enfin, le Géant se rend compte que l'Hiver reste à jamais dans son jardin, empêchant les fleurs des arbres de fleurir et plongeant son petit monde dans une infinie tristesse  
Un matin, le Géant entend un passereau chanter et la musique arrête la Grêle et le Vent du Nord. En regardant par la fenêtre, il voit les enfants qui se sont faufilés à travers une brèche du mur et qui jouent de nouveau, apportant le Printemps. 
Cependant, un coin du jardin, où un petit garçon ne peut atteindre la branche d'un arbre, reste sous l'emprise de l'Hiver. Le Géant sort donc l'aider et l'enfant le remercie chaleureusement. Face à cette tendresse, il se rend compte de son égoïsme et laisse les enfants jouer toute la journée. Le soir, alors qu'ils repartent chez eux, le Géant remarque que le garçon qu'il aime tant a disparu et aucun des enfants ne sait de qui il s'agit. 
Désespéré, le Géant laisse les enfants revenir jouer tous les soirs, mais ne revoit jamais le petit garçon. Il vieillit et faiblit et, un matin d'hiver, il aperçoit un coin de printemps dans son jardin, là se trouve le jeune garçon blessé aux mains et aux pieds, il a les stigmates du Christ. Celui-ci propose au Géant de l'accueillir dans son propre jardin, le Paradis.
Quand les enfants viennent jouer ce soir-là, ils découvrent le Géant mort sous l'unique arbre fleuri du jardin.

## Remarques
- Avant d'être écrit, Le Géant égoïste existait en version orale. Vyvyan Holland, le fils cadet de Wilde, explique même que son père leur contait souvent les histoires qu'il inventait en les simplifiant en raison de leur jeune âge.
- L'allusion de Wilde aux stigmates du Christ est transparente. Cependant l'auteur fait preuve d'une certaine originalité puisqu'il présente l'Enfant-Jésus portant déjà les stigmates, alors qu'elles sont dues au supplice de Jésus adulte.
- Dans le biopic Oscar Wilde sorti en 1997, l'auteur, joué par l'acteur britannique Stephen Fry, raconte à ses enfants cette histoire, faisant une parallèle entre le conte et la relation entre l'auteur, de plus en plus distant, et sa famille.

## Adaptations
Le Géant égoïste a été adapté en dessin animé au Canada en 1971. Le film britannique de 2013 Le Géant égoïste est également inspiré du conte.